# Péchy László (mérnök)
Pécsújfalusi Péchy László (Dobrácsapáti, Szatmár vármegye, 1860. augusztus 21. – 1948) kormányfőtanácsos, mérnök, az Ecsedi-láp lecsapolója és a Kraszna-csatorna építője.

## Életrajza
1860-ban született a Péchy családban, Péchy Antal és Cseh Apollónia gyermekeként; egy, két évvel idősebb bátyja volt, Dezső.
Középiskoláit Szatmáron végezte, majd Zürichben elvégezte a műegyetemet.
Pályáját Békés vármegyében, Gyulán kezdte, a folyammérnöki hivatalban, ahonnan Szegedre került. Tizenhárom évi szolgálat után állami meghívásra az Ecsedi-láp lecsapoló társulathoz került, ahol igazgató főmérnök lett. Ebben az állásában harminchét éven át fejtett ki érdemes tevékenységet.
A láp lecsapolása során mintegy 11 millió km³ földet mozgattak meg. Mint Péchy László, a lecsapoló társulat igazgatója írta: „Győrben egy vízi kotrógépet vettünk. A 20 mázsa súlyú kazánt a süppedő homokos Vállaj-Mérk úton 40 ló vontatta.” Ugyanakkor mindenhol gátakat emeltek, 18 híd épült a Krasznán és 155 km telefonvezetéket szereltek fel. A munkálatok jobbára 1899-re fejeződtek be. Ennek során a láp egyik évről a másikra eltűnt. A lecsapolás eredményeként 93 ezer hektárnyi terület mentesült az árvizektől.
A lecsapolás utáni időkben még mindig sok probléma adódott a belvizekkel, mivel ezek a zsilipeken keresztül nem juthattak át a folyókba, ezért 1914-ben szivattyútelep építését határozták el. Péchy László igazgató főmérnök javaslatára a gépészeti berendezést és a szivattyútelepet úgy építették meg, hogy az így előállított elektromos áram a mezőgazdaság céljaira is felhasználható legyen.
1903-ban műszaki tanácsossá nevezték ki. 1924-ben a Szabolcs megyei Paposra költözött, a régi családi kúriába, s a következő évben kormányfőtanácsosi címet kapott.
1935-ben vonult nyugalomba, közel fél évszázados mérnöki szolgálat után.
Nagyecseden egy 1994-ben leleplezett emléktábla őrzi emlékét, valamint a nagyecsedi Vízügyi Technikatörténeti Gyűjtemény (gőzüzemű szivattyútelep) is az ő nevét viseli.